# ラングドック (駆逐艦)
ラングドック（フランス語：Languedoc, D653）は、フランス海軍のアキテーヌ級駆逐艦6番艦。アキテーヌ級はFREMM計画の一環として開発された。

## 開発と設計
当初の計画では、17隻のFREMMで9隻のデスティエンヌ・ドルヴ級通報艦および9隻のトゥールヴィル級およびジョルジュ・レイグ級対潜フリゲートを更新する予定だった。2005年11月、フランスは開発と最初の8隻の船体に対して35億ユーロの契約を締結し、さらに9隻のオプションとして29億5,000万ユーロを2回に分けて支払うと発表した（合計17隻）。
財政的な理由から2005年にフォルバン級駆逐艦の3番艦および4番艦の建造がキャンセルされたことから、FREMMの防空派生型のFREDAの要件が提示され、DCNSがいくつかの提案を行った。計画されていた17隻のFREMMのうち、最後の2隻はFREDA仕様で建造されるものと予想されていたが、2008年までの計画は11隻のFREMM（ASW派生型9隻とFREDA派生型2隻）に削減され、コストは87億5,000万ユーロ（2013会計年度）となった。11隻のコストは、2014会計年度には1隻あたり6億7,000万ユーロで、開発費を含めると8億6,000万ユーロとなった。2015年には、ASW派生型の総数はさらに削減されてプロヴァンスを含めて6隻となった。

## 建造と艦歴
ラングドックは、複数の欧州の海軍で運用されることを目的としてFREMM計画として知られるイタリアとフランスの共同計画の一環として開発された。同艦の建造は2010年に開始され、2014年7月12日に進水した。
2018年4月14日に、ラングドックはアメリカ合衆国およびイギリスとともにシリアのバルゼおよびヒム・シャンシャール軍事施設への砲撃に参加した。同型艦の「アキテーヌ」および「オーヴェルニュ」がミサイルを発射できなかったが、ラングドックが3発のMdCNを発射し、これが初めての実戦運用となった。
2019年4月24日、ラングドック、イギリス海軍駆逐艦「ダンカン」、アメリカ海軍駆逐艦「ベインブリッジ」およびスペイン海軍フリゲート「メンデス・ヌニェス」とともに、地中海でのアメリカ海軍原子力空母「エイブラハム・リンカーン」および「ジョン・C・ステニス」との演習に参加した。
ラングドックは、フリゲート「フォルバン」の代わりに、オランダ海軍フリゲート「デ・ロイテル」およびアトランティック対潜哨戒機とともに、2020年5月19日からホルムズ海峡の監視のため、欧州連合（EMASOHの枠組み内）の利益のためにアジェノール作戦に従事した。2020年8月6日、ラングドックの作戦への参加は、クルーチームBがクルーチームAに代わったことにより3か月延長されたが、これは2019年にフランス海軍艦艇がダブルクルーに移行後、運用中では初めてのことであり、アブダビのポート・ザイードにあるフランス海軍基地において72時間で実施され、これによりフリゲートの任務へのコミットメントの永続性と継続性が確保された。その後、ラングドックにはオランダ海軍フリゲート「デ・ロイテル」に代わるデンマーク海軍フリゲート「イーヴァル・ヒュイトフェルト」が同行した。
2021年3月27日に、ラングドックは地中海でアメリカ海軍原子力空母「ドワイト・D・アイゼンハワー」から燃料を受け取るために、地中海で航行中補給を実施し、2022年7月には同「ハリー・S・トルーマン」空母打撃群（HSTCSG）と地中海を航行した。
2023年中頃、ラングドックはインド洋とペルシャ湾で活動し、展開の一部では原子力潜水艦「シュフラン」と行動を共にしていた。2023年11月26日、ラングドックはホルムズ海峡を通ってペルシャ湾海域に入り、打撃群は継続してUSCENTCOMの任務を支援した。2023年12月9日に、ラングドックはイエメンのフダイダの沖合110キロメートル (59 nmi)紅海で、2機の無人航空機を撃墜した。ラングドックは、7か月間の展開ののち、2024年3月にトゥーロンに帰還した。

## ギャラリー

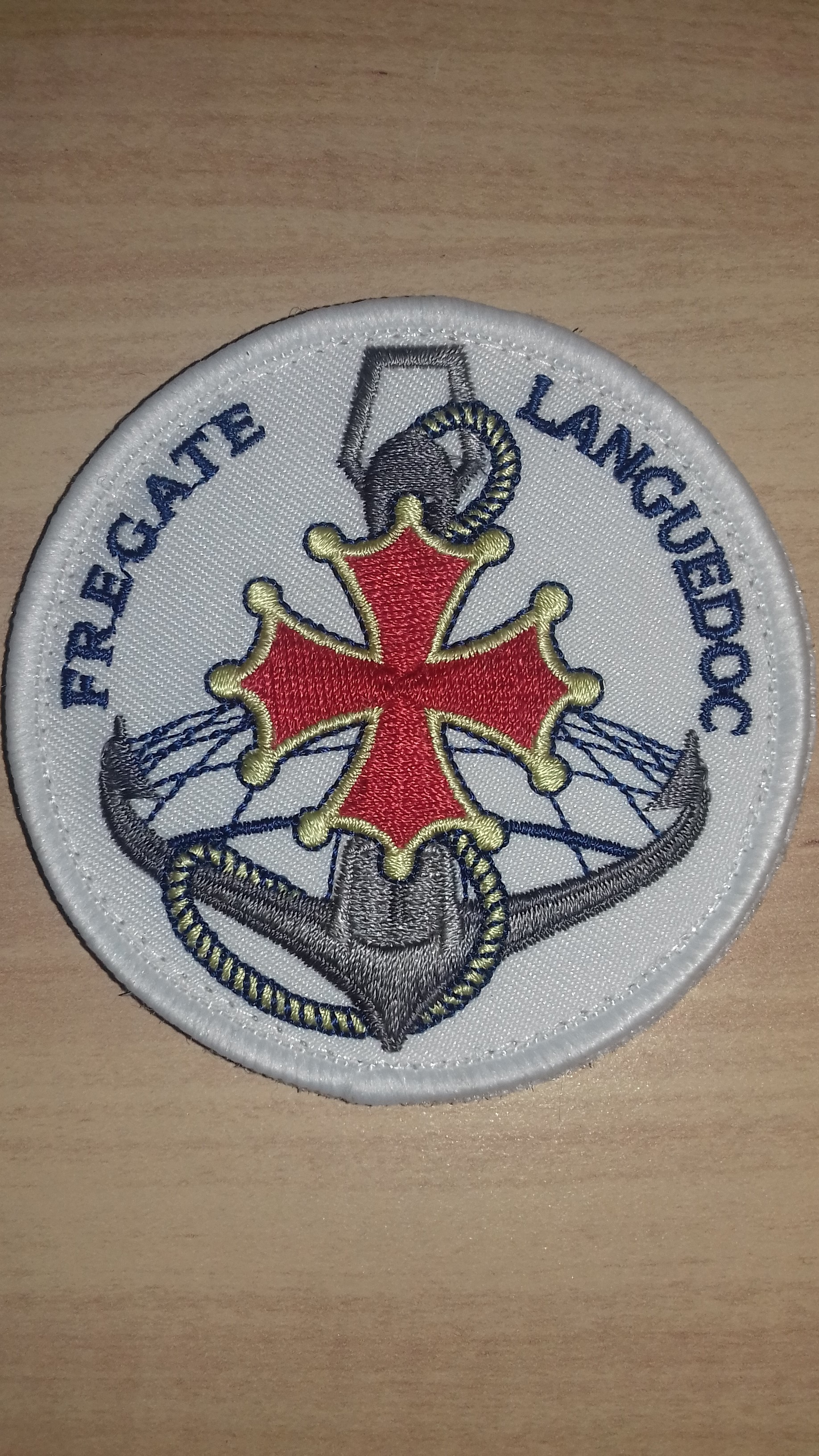
ラングドックの徽章
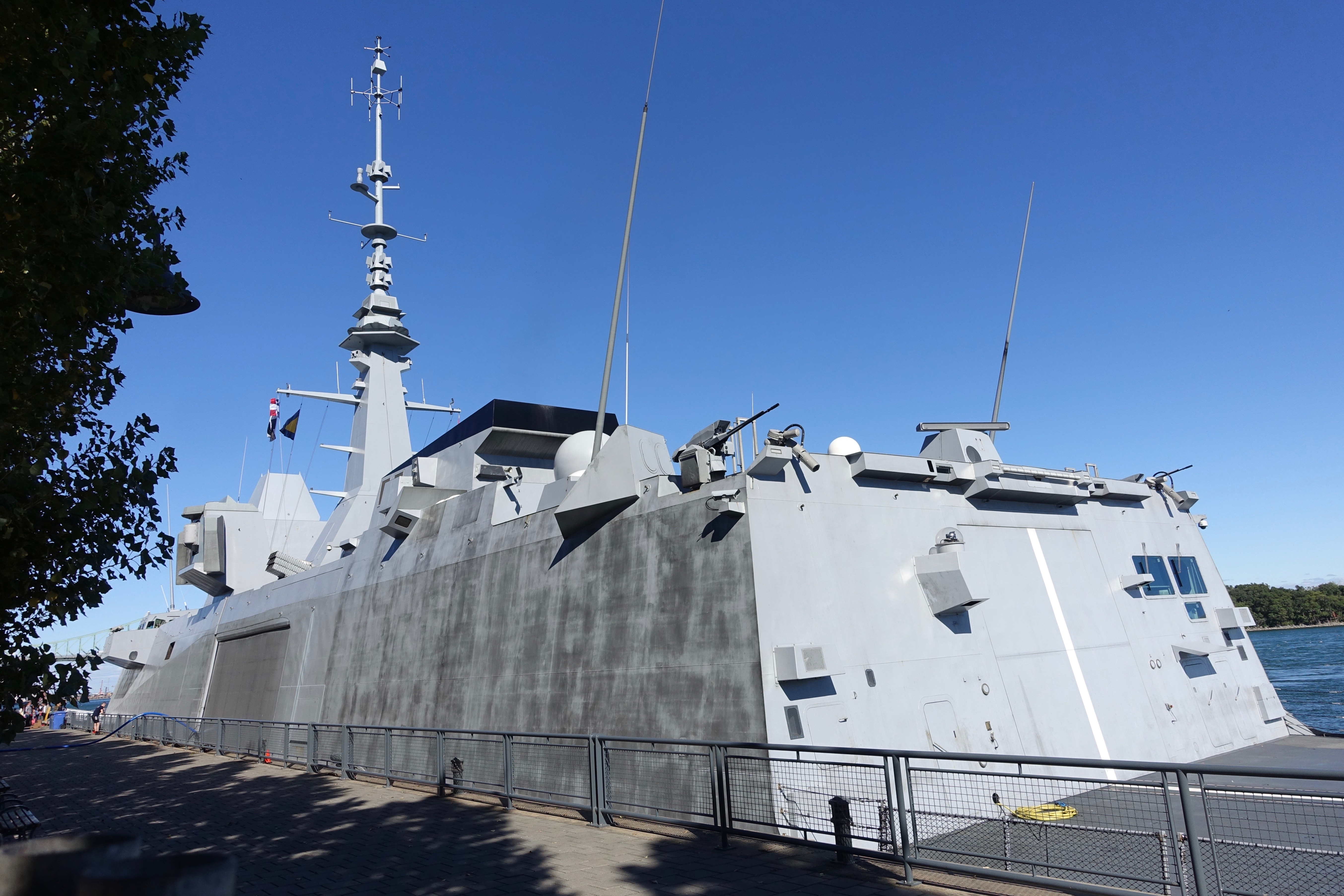
2016年9月25日、モントリオール寄港中のラングドック
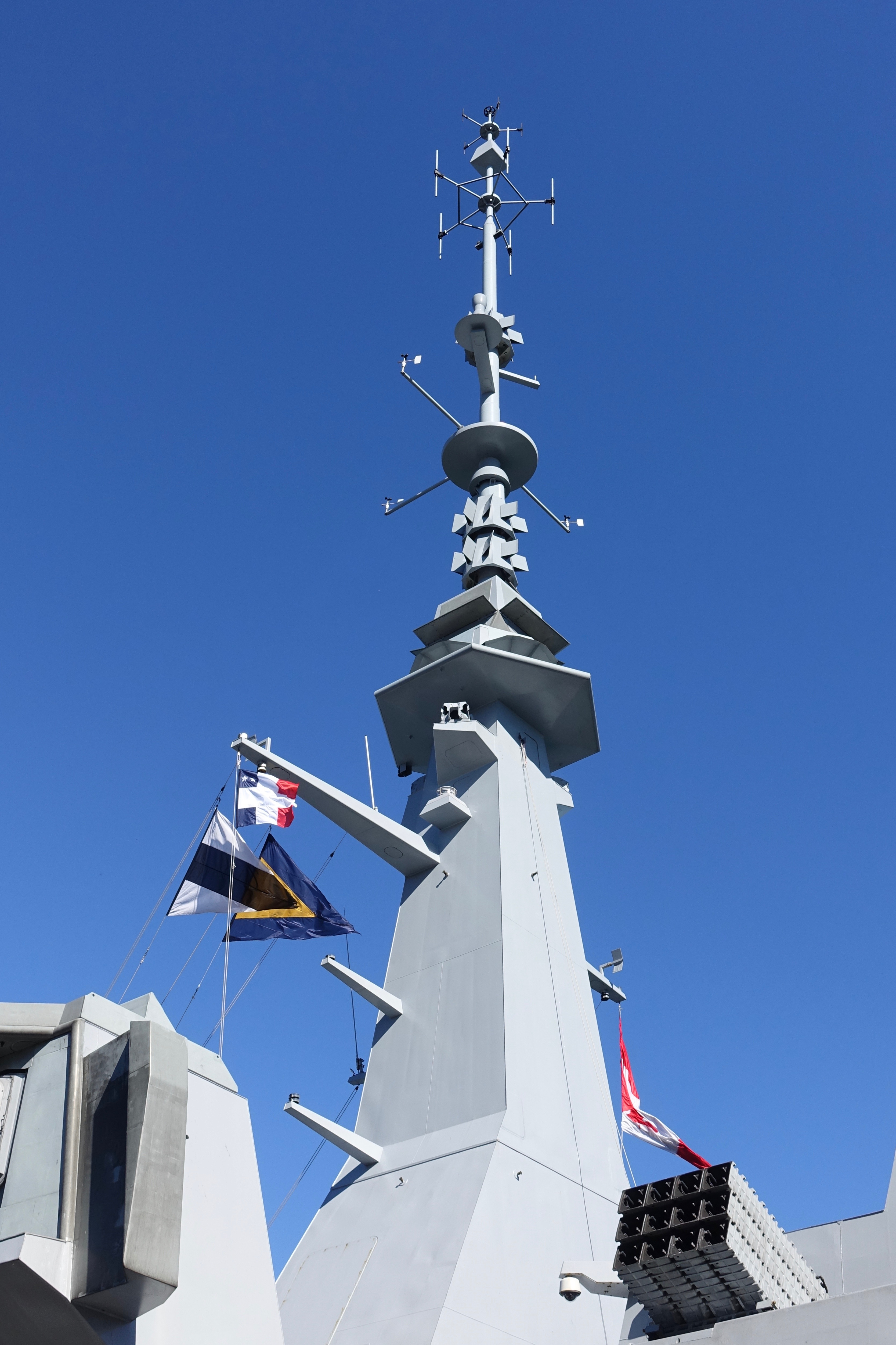
2016年9月25日、モントリオール寄港中のラングドック
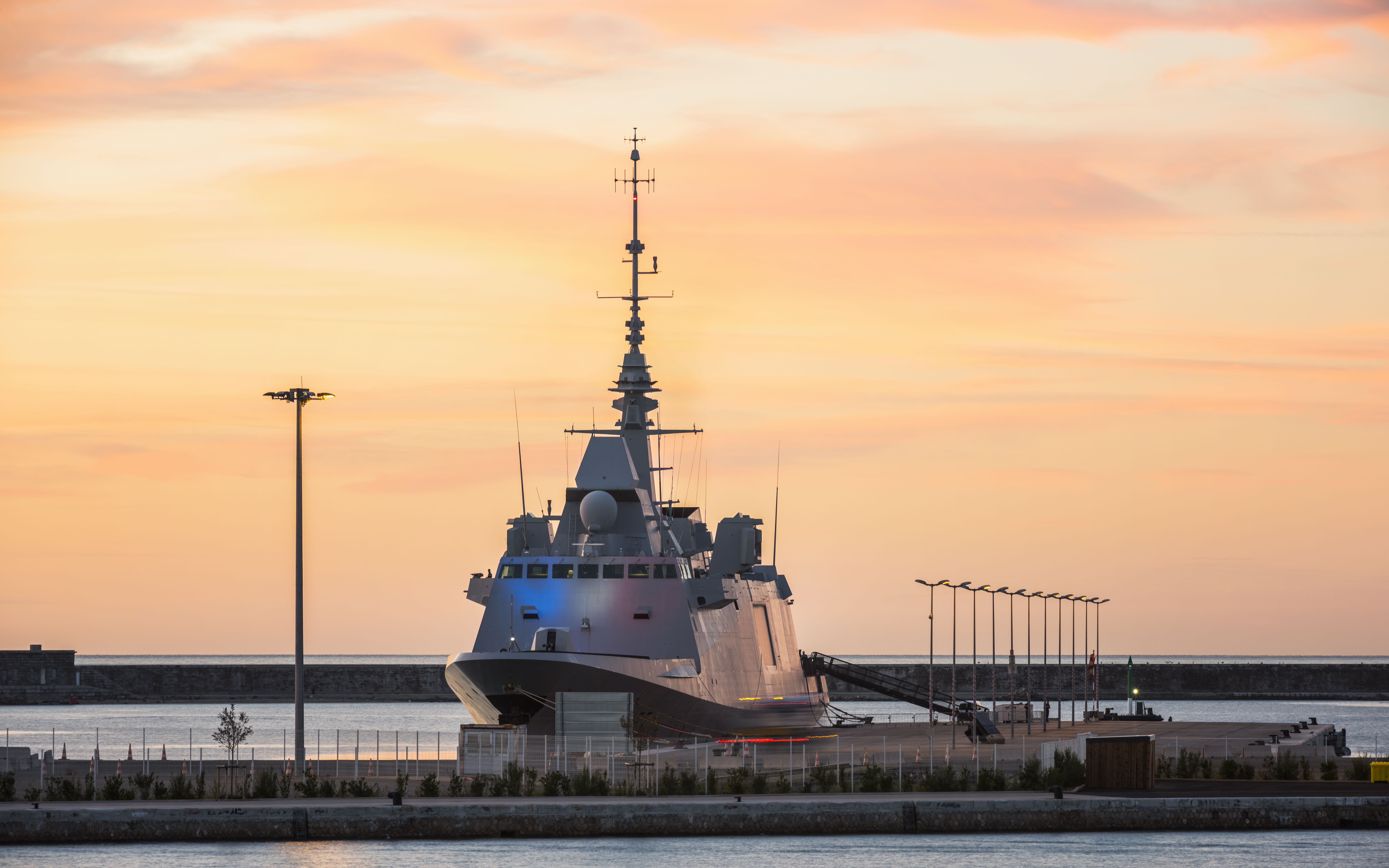
セット寄港中のラングドック（2019年9月24日）